# Southland (2.ª temporada)
A segunda temporada de Southland estreou em 2010.

## Episódios
| Nº # | Episódio # | Título                  | Dirigido por        | Escrito por                    | Audiência EUA (milhões) | Data de Lançamento  | Código de Produção |
| --- | ---------- | ----------------------- | ------------------- | ------------------------------ | ----------------------- | ------------------- | ------------------ |
| 8 | 1          | "Phase Three"           | Christopher Chulack | Ann Biderman & John Wells      | 2.50                    | 2 de março de 2010  | 3X5753             |
| Enquanto luta com o estresse de sua vida profissional e pessoal, Det. Lydia Adams e seu novo parceiro, Det. Rene Cordero, investigam o possível sequestro de um homem idoso conhecido por ser viciado em drogas. Det. Sammy Bryant e Det. Nate Moretta participam de uma força-tarefa de drogas depois de investigar um tiroteio em uma estrada. Oficial Ben Sherman tenta lidar com o vício de seu parceiro em medicação para dor. Oficial Chickie Brown se encontra no meio de um tumulto depois que seu novo parceiro atira em um adolescente. |            |                         |                     |                                |                         |                     |                    |
| 9 | 2          | "Butch and Sundance"    | Nelson McCormick    | Mitchell Burgess & Robin Green | 2.06                    | 9 de março de 2010  | 3X5751             |
| Os oficiais Cooper e Sherman são os primeiros a chegar à cena do crime em Hancock Park, onde uma mãe foi espancada até a morte e suas jovens filhas foram atacadas e assassinadas em seus quartos. Conflitos de personalidade continuam a aumentar entre a Det. Adams e seu novo parceiro. Sherman confronta seu parceiro sobre a crescente dependência de Cooper em analgésicos. |            |                         |                     |                                |                         |                     |                    |
| 10 | 3          | "U-Boat"                | Christopher Chulack | Ann Biderman                   | 1.86                    | 16 de março de 2010 | 3X5752             |
| Sozinho pela primeira vez em um carro de patrulha, o Oficial Sherman trata do caso de uma garota desaparecida e um perseguidor. Os Detetives Salinger e Bryant acham difícil trabalhar com o Det. Puente, o líder da força-tarefa do grupo. Agora, em parceria com o Oficial Cooper, a Oficial Brown se esforça para ganhar presença de comando e se provar. |            |                         |                     |                                |                         |                     |                    |
| 11 | 4          | "The Runner"            | Guy Ferland         | Diana Son                      | 2.28                    | 23 de março de 2010 | 3X5754             |
| Quando um aluno é assassinado na USC em Compton, os detetives Adams e Cordero investigam o caso. Os oficiais Cooper e Sherman vão a um funeral em Indian Wells e visitam o oficial Dewey, que está em uma casa próxima. Adams e sua mãe lidam com um problema entre elas. |            |                         |                     |                                |                         |                     |                    |
| 12 | 5          | "What Makes Sammy Run?" | Felix Alcalá        | Cheo Hodari Coker              | 2.07                    | 30 de março de 2010 | 3X5755             |
| Duas gangues são mortas quando os membros da gangue abrem fogo em uma boate lotada. A tensão aumenta entre os detetives Salinger e Puente na força-tarefa do grupo. Problemas conjugais são agravados quando o Det. Bryant descobre que Tammi esteve fotografando os membros da gangue. |            |                         |                     |                                |                         |                     |                    |
| 13 | 6          | "Maximum Deployment"    | J. Michael Muro     | David Graziano                 | 2.07                    | 6 de abril de 2010  | 3X5756             |
| Os oficiais Cooper, Sherman e Brown são enviados como parte de uma implantação máxima para pegar um estuprador que está se passando por um policial. O Det. Clarke retorna como parceiro de Lydia para investigar um duplo homicídio. A mulher do Det. Salinger descobre seu caso com Mia Sanchez através de sua filha. |            |                         |                     |                                |                         |                     |                    |